# Luís Domingues
Luís Domingues là một đô thị thuộc bang Maranhão, Brasil. Đô thị này có diện tích 466,762 km², dân số năm 2007 là 6175 người, mật độ 13,23 người/km².